# Vanessa James
Pour les articles homonymes, voir James.
Vanessa James, née le 27 septembre 1987 à Scarborough au Canada, est une patineuse artistique britannique, française et canadienne.
Elle a d’abord pratiqué le patinage individuel pour les États-Unis puis le Royaume-Uni. À partir de la fin de 2007, elle est associée au Français Yannick Bonheur pour concourir dans le patinage par couple pour la France, et avec qui elle est devenue championne de France 2010. Séparés en mai 2010, elle patine de septembre 2010 à 2021 avec Morgan Ciprès avec qui elle est sextuple championne de France, médaillée de bronze des championnats d'Europe 2017 et championne d'Europe 2019. Elle patine ensuite une saison pour le Canada avec Eric Radford.

## Biographie

### Carrière sportive en individuel

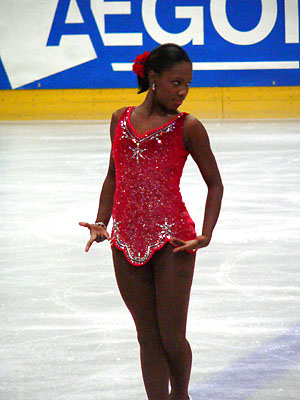
Vanessa James patinant en Individuel en 2006.

Vanessa James est née au Canada mais a grandi aux États-Unis. Elle y fait ses études tout en continuant la pratique du patinage avec sa sœur jumelle, Melyssa James. Elle commencera ses premières compétitions en représentant les États-Unis. Son père venant des îles Bermudes, elle possède la nationalité britannique et patine pour le Royaume-Uni à partir de 2005.
En 2006, pour ses premiers championnats de Grande-Bretagne, organisés à Sheffield, elle prend le titre national. L'année suivante, les championnats nationaux ont lieu à Nottingham où elle perd la médaille d'or au profit de Jenna McCorkell. Elle doit se contenter de la médaille d'argent. Elle se présente ensuite aux championnats du monde junior 2007 à Oberstdorf en Allemagne, mais étant classée vingt-septième après le programme court, elle ne peut pas présenter son programme libre.
Elle commence à être tentée par le patinage par couple et recherche un partenaire. Elle fait des essais avec le Britannique Hamish Gaman, mais ceux-ci n'étant pas concluants, cela reste sans lendemain. Elle rencontre le patineur français Yannick Bonheur, alors à la recherche d'une nouvelle patineuse pour l'accompagner, à la suite du départ de sa partenaire Marylin Pla pendant l'été 2007. Vanessa James et Yannick Bonheur font des essais ensemble au dernier trimestre de l'année 2007, et après avoir eu l'accord de la fédération britannique, Yannick annonce en janvier 2008 qu'il patinera avec Vanessa. Le nouveau couple formé représentera la France.

### Carrière sportive en couple avecYannick Bonheur(2008-2010)

#### L'arrivée en France
Vanessa s'installe en France à partir de la fin de l'année 2007. N'ayant pas participé aux championnats de France 2008, organisés en décembre 2007 à Megève, ils ne peuvent pas patiner pour les grands championnats internationaux de la saison. Ils vont s'entraîner avec Vivien Rolland au Club des Français Volants à Paris. Pour leurs débuts ensemble, le nouveau couple terminera la saison en patinant dans des galas pour amateurs.

#### Saison 2008/2009
La saison 2008/2009 marque réellement le commencement de leur collaboration pour les compétitions. Ils se rendent tout d'abord en novembre au Trophée de France où ils se classent septième. Pour leurs premiers championnats de France, à Colmar, Yannick se blesse pendant le programme court. Incapable de patiner pour le programme libre, ils doivent abandonner la compétition. Yannick ne peut pas reconquérir son titre national. Après avoir passé positivement un test de sélection, demandé par la FFSG (Fédération française des sports de glace), pour les championnats d'Europe à Helsinki, ils se rendent dans la capitale finlandaise en janvier 2009. Pour leurs premiers championnats d'Europe ensemble, ils prennent la dixième place juste derrière les champions de France Adeline Canac et Maximin Coia qui sont neuvièmes. Pour les championnats du monde de mars 2009 à Los Angeles va se poser le problème de la sélection entre les deux couples français, car la France ne dispose que d'une seule place. Mais une mononucléose diagnostiquée chez Adeline Canac oblige les champions de France à déclarer forfait. Yannick et Vanessa partent ainsi pour les États-Unis pour leurs premiers championnats du monde ensemble et prennent la douzième place. Leur programme libre a presque été sans faute et a eu droit à une des trois seules ovations du public californien. En avril, ils participent à une nouvelle compétition organisée par l'ISU : le Trophée mondial par équipes. Ils s'y classent cinquièmes et apportent huit points à l'équipe de France, qui prend la quatrième place de la compétition derrière les États-Unis, le Canada et le Japon.

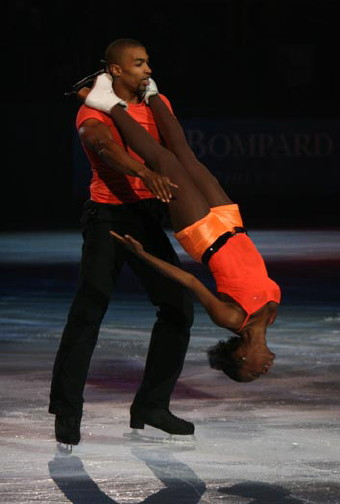
Gala au Trophée de France de novembre 2008.
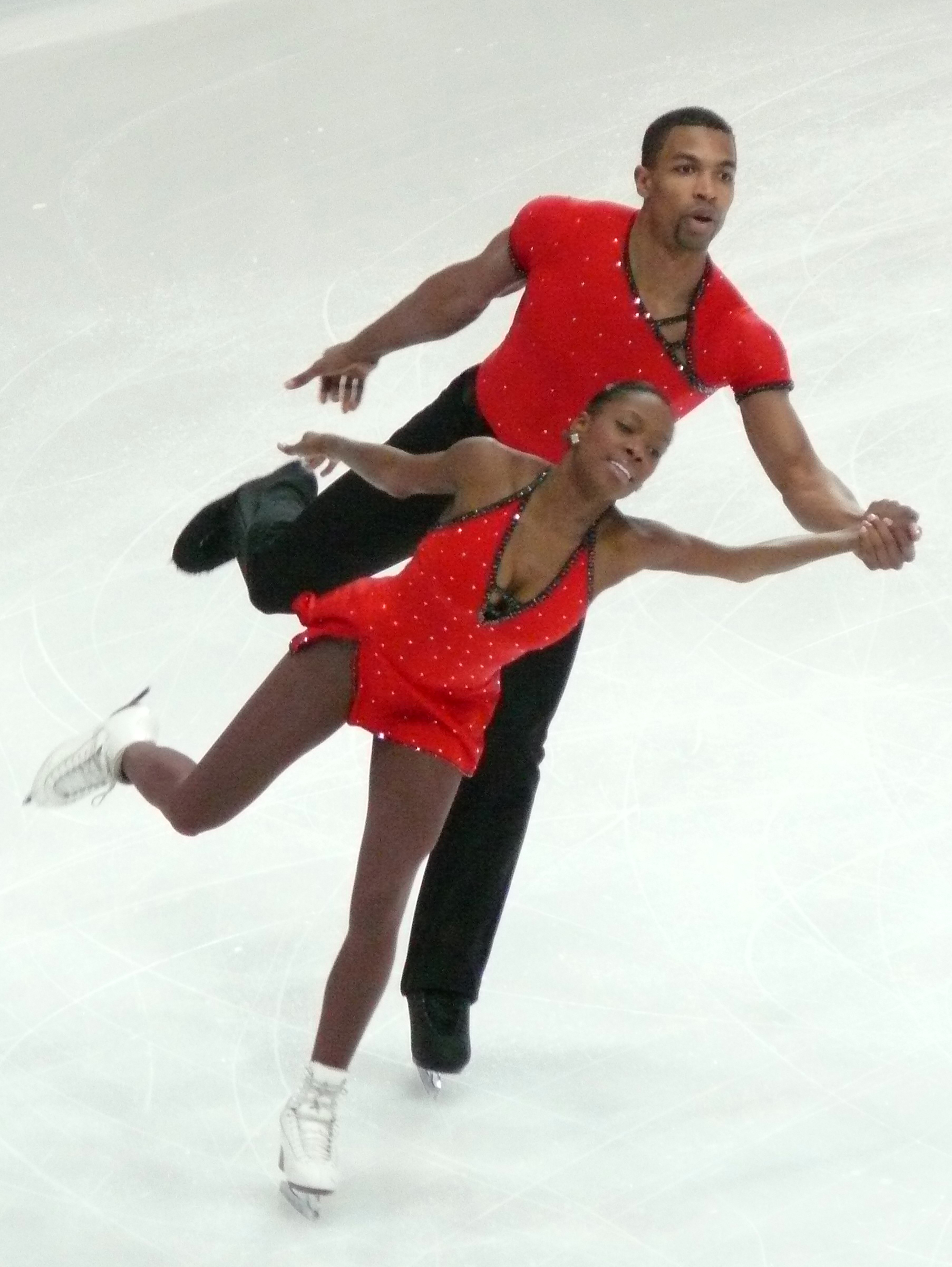
Programme court aux championnats d'Europe 2009 à Helsinki.
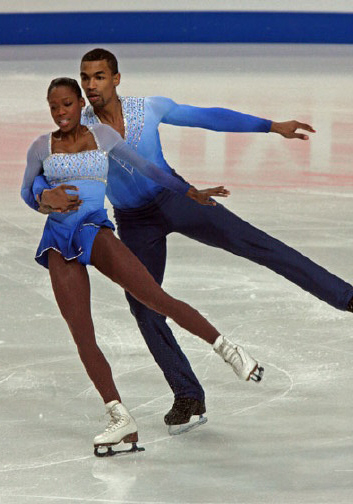
Programme libre aux championnats d'Europe 2009 à Helsinki.

#### Saison 2009/2010
Ils commencent leur saison olympique en octobre avec de faibles résultats au Trophée Bompard (8e) et à la Coupe de Chine (8e). En décembre, lors des championnats de France à Marseille, ils réussissent avec un bon programme libre à devenir champions de France devant les champions en titre Adeline Canac/ Maximin Coia. La semaine suivante, Vanessa qui ne dispose encore que d'un passeport britannique, apprend qu'elle a enfin obtenu la naturalisation française. Celle-ci était obligatoire pour pouvoir participer aux jeux olympiques à venir. Qualifiés pour les championnats d'Europe de janvier 2010 à Tallinn, ils se classent à la septième place, en augmentant leur record personnel de plus de dix points avec un score de 151,28 (leur dernier record de 139,34 avait été établi aux championnats du monde de 2009). Grâce à leur titre de champions de France (confirmé aux championnats d'Europe en étant le premier couple français) et à la naturalisation de Vanessa, ils sont sélectionnés pour représenter la France aux jeux olympiques d'hiver de février 2010 à Vancouver. Pour Vanessa ce sont ses premiers jeux. Arrivés en Colombie britannique, le premier couple noir de l'histoire des jeux en patinage artistique va très vite obtenir la sympathie du public canadien, et notamment Vanessa qui est née au Canada. Ils ont été longuement ovationnés à la fin de leur programme libre. Ils prennent finalement la quatorzième place olympique, mais ce résultat reste une déception car leur objectif était de rentrer dans le top 10 mondial. On place tous nos espoirs sur les Jeux de 2014. « On vient juste de commencer notre carrière », a expliqué Vanessa James à l'issue de son programme libre des jeux. Un mois plus tard à Turin, lors des championnats du monde de mars 2010, ils ne se classent toujours pas dans le top 10 mondial et doivent se contenter de la douzième place déjà obtenue l'année passée. En mai 2010, le couple annonce sa séparation. Celle-ci fait suite à des essais effectués par Vanessa James avec Maximin Coia lors d'un test organisé par la FFSG le 25 mai 2010 à la patinoire Sonja-Henie du palais omnisports de Paris-Bercy. L'association semble bien fonctionner et le nouveau couple formé envisage de s'exiler en Allemagne pour s'entraîner avec Ingo Steuer. Mais quelques semaines plus tard, Maximin décide d'arrêter sa carrière amateur.

### Carrière sportive en couple avecMorgan Ciprès(2010-2020)

#### Saison 2010/2011
Vanessa James ayant quitté Yannick Bonheur et n'ayant pas réussi à concrétiser un partenariat avec Maximin Coia, se met à la recherche d'un nouveau partenaire pendant l'été. Le 9 septembre 2010, un nouveau test est organisé par la fédération française à la patinoire du palais omnisports de Paris-Bercy avec Morgan Ciprès, 4e des derniers championnats de France à Marseille en individuel. À la suite d'une très bonne impression, ils décident de patiner ensemble, Morgan Ciprès abandonnant le patinage en solo. Ils commencent l'entraînement dès la semaine suivante à Bercy avec Jean-Roland Racle.
Toute la saison 2010/2011 va être blanche de compétition pour le couple qui doit d'abord apprendre à patiner ensemble. Ils ne participent pas aux championnats de France 2011 à Tours car Morgan Ciprès doit tout apprendre du patinage par couple (sauts lancés, pirouettes combinées, portés...).

#### Saison 2011/2012

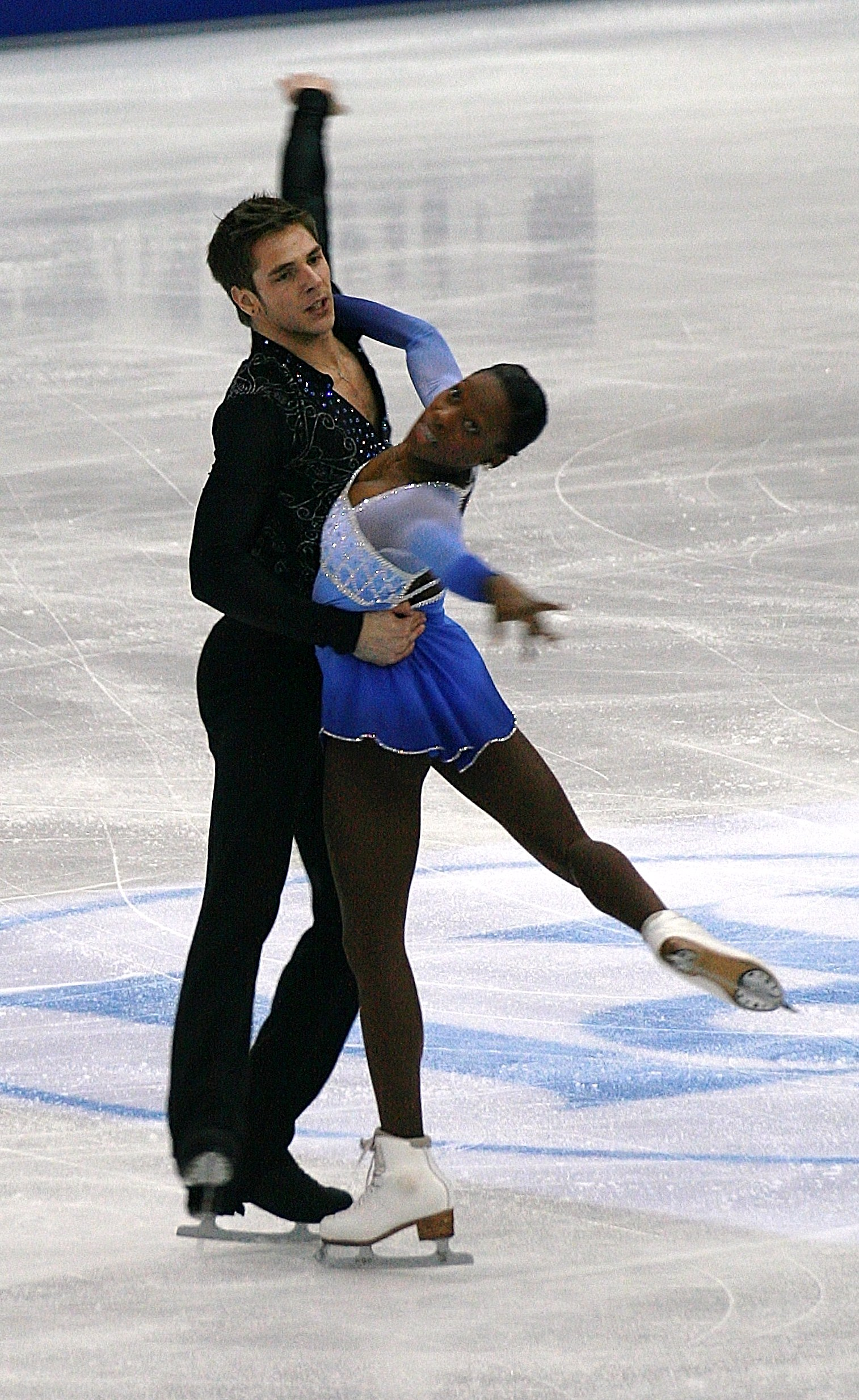
Le couple James/Ciprès aux Championnats du monde de patinage artistique 2012.

C'est lors de cette saison 2011/2012 que le couple commence ses premières compétitions. En novembre, ils participent à leur première grande compétition internationale, le Trophée Bompard, une des six épreuves du Grand Prix ISU, où ils prennent la 8e place.
Le mois suivant, ils arrivent en favoris aux championnats de France à Dammarie-lès-Lys, mais doivent se contenter de la médaille d'argent, derrière Daria Popova & Bruno Massot. Vanessa James a en effet chuté à deux reprises sur des sauts parallèles et Morgan Ciprès n'a pu stabiliser un de ces portés. Cela leur permet tout de même de participer aux championnats d'Europe de janvier 2012 à Sheffield où ils prennent la 6e place. Placés devant les champions de France à ces championnats européens, la fédération les choisit donc pour représenter l'hexagone aux championnats du monde de mars 2012 à Nice où ils se classent à la 16e place mondiale.

#### Saison 2012/2013
Ils poursuivent leur progression dans la discipline lors du Skate America et du trophée Bompard d'octobre et novembre 2012, en battant tous leurs records personnels. Ils prennent pour la première fois la 4e place d'une épreuve de Grand Prix ISU senior lors de l'épreuve américaine, puis la 6e place de l'épreuve française. Ils remportent en décembre leur premier titre national élites ensemble, à Strasbourg.
Aux championnats d'Europe de janvier 2013 à Zagreb, ils obtiennent la 4e place en battant tous leurs records personnels. Puis deux mois plus tard, aux championnats du monde de mars 2013 à London, ils prennent la 8e place, soit huit places de mieux que la saison passée.

#### Saison 2013/2014
Vanessa James et Morgan Ciprès, après un début de saison compliqué par une blessure de Morgan, remportent leur deuxième titre de champions de France. Ils terminent 5e aux championnats d'Europe, et 10e aux Jeux olympiques comme aux Championnats du monde.

#### Saison 2014/2015
Après une année qui semblait avoir enrayé leur progression et après avoir dû renoncer à s'entraîner en Russie auprès de Stanislas Morozov, ils remportent un nouveau titre national (sans concurrence solide depuis la séparation du couple Massot / Popova) après deux 5e place en Grand Prix (Grand Prix du Canada et Grand Prix de France). Troisièmes du programme court au Championnat d'Europe, un porté raté lors du programme libre les fait reculer à la 5e place au classement final. Ils accrochent un nouveau top 10 (9e) aux Championnats du monde.

#### Saison 2015/2016
Ils terminent 2e du Grand prix de France, interrompu après le programme court à la suite des attentats de novembre 2015 à Paris. Ils tentent depuis cette saison le quadruple salchow lancé. 5e au programme court comme au programme long du Championnat d'Europe, ils échouent au pied du podium. Cette succession d'échecs dans la conquête d'une médaille européenne semble entamer la solidité du couple, par ailleurs en constante progression technique. Ils se classent 10e au championnat du monde.

#### Saison 2016/2017

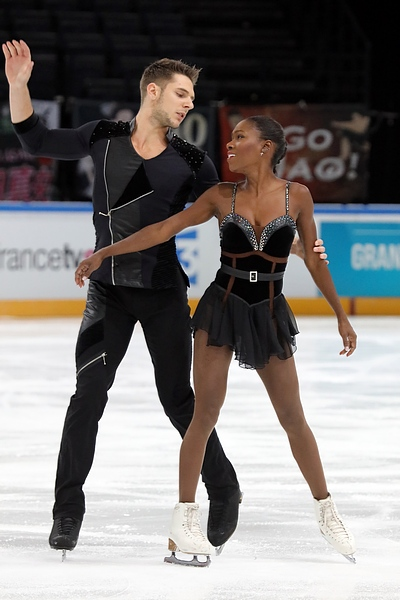
Vanessa James et Morgan Ciprès au Trophée de France de 2016

La saison 2016-2017 est celle de la véritable révélation du couple au plus haut niveau. Ils décident de s'entraîner aux Etats-Unis, auprès de John Zimmerman, ancien champion de couple artistique. Leurs progrès sont alors soulignés dans tous les milieux spécialistes, notamment à la suite de leur programme libre sur The Sound of Silence. Ils obtiennent la médaille de bronze européenne, et la 8e place mondiale.

#### Saison 2017/2018
Vanessa James et Morgan Ciprès annoncent en début de saison qu'ils termineront leur carrière cette année. Ils obtiennent leur premier podium en Grand prix au Skate Canada (3e place), puis sont classés 2e au Grand prix de France. En l'absence d'Aliona Savchenko et Bruno Massot, ils sont parmi les favoris du championnat d'Europe. Ils se classent 1ers du programme court ; plusieurs erreurs sur le programme libre les font échouer à la 4e place, à un centième de point du podium.
Ils décident de reprendre leur programme libre de la saison précédente pour les Jeux olympiques. Ils ne réussissent pas bien leur programme court pour l'épreuve par équipes, mais le patinent beaucoup mieux pour l'épreuve de couple à proprement parler. Sixièmes du programme court, ils se classent 5e du programme libre et du classement général. Ils annoncent à la fin des épreuves qu'ils prolongeront peut-être leur carrière au-delà de cette saison, eu égard à leur progression reconnue par les juges, progression qui les met au contact des meilleurs mondiaux. Ils obtiennent leur première médaille mondiale, le bronze, aux Championnats du monde de patinage artistique 2018 à Milan.

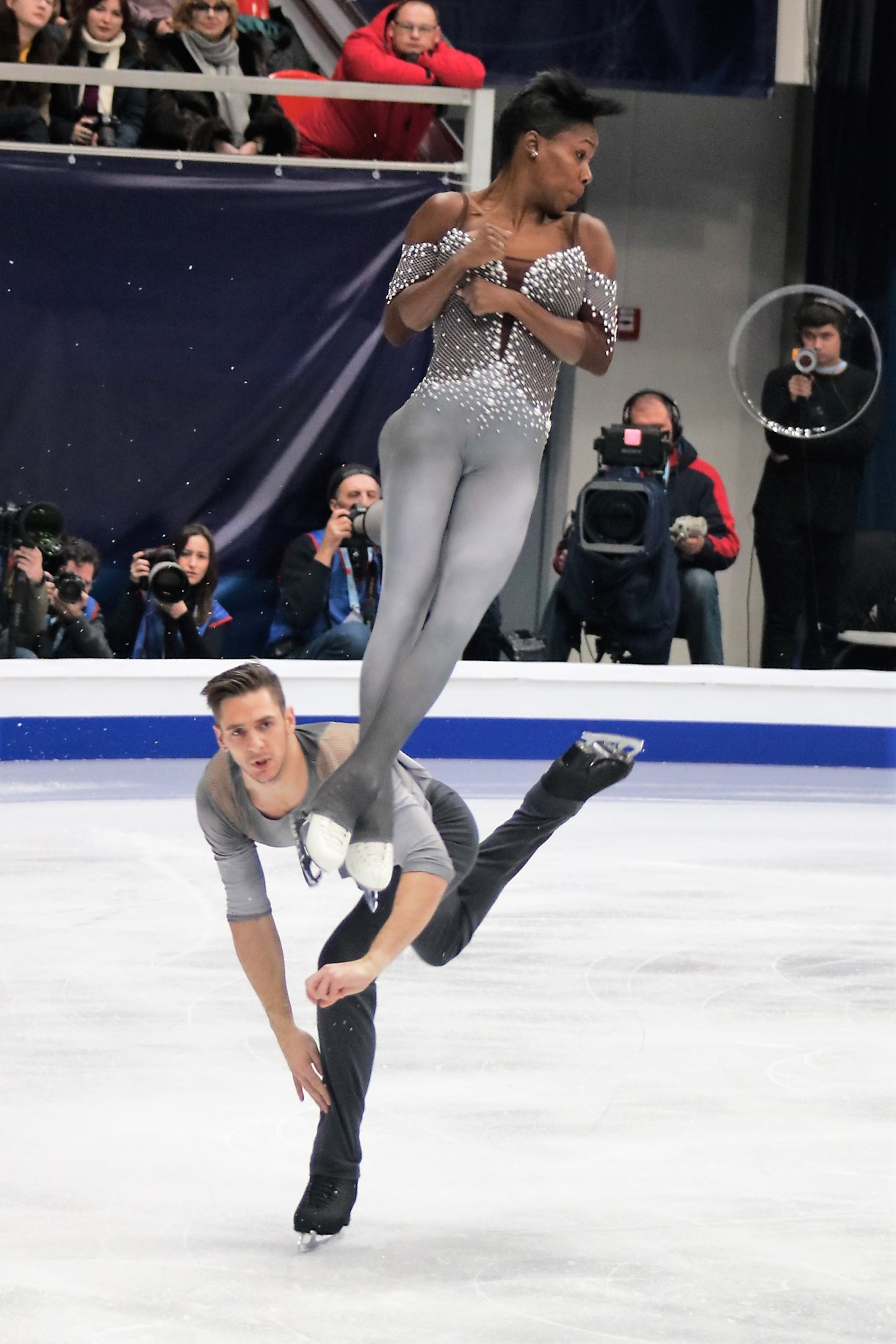
Vanessa James et Morgan Ciprès aux Championnats d'Europe de patinage artistique en 2018

#### Saison 2018/2019
Vanessa James et Morgan Ciprès choisissent Uninvited d'Alanis Morissette pour leur programme court et un montage de Wicked Game de Chris Isaak, interprétée par Ursine Vulpine et de The Last Feeling de Maxime Rodriguez pour leur programme libre. Ils remportent successivement l'Autumn Classic, le Grand Prix du Canada, le Grand Prix de France, la finale du Grand Prix à Vancouver, leur 6e titre de champion de France et deviennent champions d'Europe à Minsk le 24 janvier 2019.

#### 2019-2021: Hiatus
Vanessa James met une parenthèse à la compétition sportive pour participer avec Brian McGrattan, à Battle of the Blades, un programme télévisé de patinage de la CBC ; dans le même temps, en décembre 2019, Morgan Ciprès fait l'objet d'une enquête pour harcèlement sexuel,,.
Le 25 septembre 2020, il est annoncé qu'elle participe à la saison suivante de Battle of the Blades avec Akim Aliu ; elle terminera quatrième du concours.
Le 29 septembre 2020, la FFSG annonce la retraite du duo James/Ciprès.

#### Depuis 2021: nouveau changement de nationalité sportive et nouveau duo avec Eric Radford
Elle est libérée par la FFSG en avril 2021.
En mai 2021, le CIO approuve le changement de nationalité sportive de Vanessa James, qui concourt désormais pour le Canada. Elle pourra participer en couple avec Eric Radford aux Jeux de Pékin.

## Palmarès

### En individuel pour leRoyaume-Uni
| Compétition                     | 2006 | 2007 | 2008 |
| Jeux olympiques d'hiver         |      |      |      |
| Championnats du monde           |      |      |      |
| Championnats d'Europe           |      |      |      |
| Championnats de Grande-Bretagne | 1re  | 2e   | F    |
| Championnats du monde juniors   |      | 27e  |      |
| Légende : F = Forfait           |      |      |      |

### En couple artistique
- avec Yannick Bonheur pour la  France (2 saisons : 2008-2010)
- avec Morgan Ciprès pour la  France (10 saisons : 2010-2020)
- avec Eric Radford pour le  Canada (1 saison : 2021-2022)

| Compétition                                                                                         | 2009    | 2010    |  | 2011    | 2012    | 2013    | 2014    | 2015    | 2016    | 2017    | 2018    | 2019    | 2020    | 2021    |  | 2022    |
| Jeux olympiques d'hiver                                                                             |         | 14e     |  |         |         |         | 10e     |         |         |         | 5e      |         |         |         |  | 12e     |
| Championnats du monde                                                                               | 12e     | 12e     |  |         | 16e     | 8e      | 10e     | 9e      | 10e     | 8e      | 3e      | 5e      | CA      |         |  | 3e      |
| Championnats d'Europe                                                                               | 10e     | 7e      |  |         | 6e      | 4e      | 5e      | 5e      | 4e      | 3e      | 4e      | 1re     | F       | CA      |  |         |
| Championnats de France                                                                              | A       | 1re     |  | F       | 2e      | 1re     | 1re     | 1re     | 1re     | 1re     | F       | 1re     | F       |         |  |         |
| Championnats du Canada                                                                              |         |         |  |         |         |         |         |         |         |         |         |         |         |         |  | A       |
| |         |         |  |         |         |         |         |         |         |         |         |         |         |         |  |         |
| Grand Prix ISU                                                                                      | 2008/09 | 2009/10 |  | 2010/11 | 2011/12 | 2012/13 | 2013/14 | 2014/15 | 2015/16 | 2016/17 | 2017/18 | 2018/19 | 2019/20 | 2020/21 |  | 2021/22 |
| Finale du Grand Prix                                                                                |         |         |  |         |         |         |         |         |         |         |         | 1re     |         | CA      |  | CA      |
| Skate America                                                                                       |         |         |  |         |         | 4e      | F       |         |         | 4e      |         |         |         |         |  |         |
| Skate Canada                                                                                        |         |         |  |         |         |         |         | 5e      |         |         | 3e      | 1re     |         | CA      |  | 4e      |
| Coupe de Chine                                                                                      |         | 8e      |  |         |         |         |         |         |         |         |         |         |         |         |  |         |
| Trophée de France                                                                                   | 7e      | 8e      |  |         | 8e      | 6e      | 5e      | 5e      | 2e      | 3e      | 2e      | 1re     | F       | CA      |  | 4e      |
| Trophée NHK                                                                                         |         |         |  |         |         |         |         |         | 6e      |         |         |         | F       |         |  |         |
| Légende : F = Forfait ; A = Abandon ; CA = Compétitions annulées à cause de la pandémie de Covid-19 |         |         |  |         |         |         |         |         |         |         |         |         |         |         |  |         |